# La Zaida
La Zaida – gmina w Hiszpanii, w prowincji Saragossa, w Aragonii, o powierzchni 17,27 km². W 2011 roku gmina liczyła 499 mieszkańców.